# Kenianische Volleyballnationalmannschaft der Männer
Die kenianische Volleyballnationalmannschaft der Männer ist die Auswahl kenianischer Volleyballspieler, welche die Kenya Volleyball Federation (KVF) auf internationaler Ebene, beispielsweise in Freundschaftsspielen gegen die Auswahlmannschaften anderer nationaler Verbände, aber auch bei internationalen Wettbewerben repräsentiert. 1964 trat der nationale Verband dem Weltverband Fédération Internationale de Volleyball (FIVB) bei. Im Oktober 2021 wurde die Mannschaft auf dem siebten Platz der kontinentalen Rangliste geführt.

## Internationale Wettbewerbe

### Kenia bei Weltmeisterschaften
Die Mannschaft konnte sich bisher nicht für eine Weltmeisterschaft qualifizieren.

### Kenia bei Olympischen Spielen
Bisher gelang es der Mannschaft nicht, sich für die olympischen Wettbewerbe zu qualifizieren.

### Kenia bei Afrikameisterschaften
Die Mannschaft kann bisher acht Teilnahmen an der Afrikameisterschaft vorweisen:
| - 1967: nicht qualifiziert - 1971: nicht qualifiziert - 1976: nicht qualifiziert - 1979: nicht qualifiziert - 1983: nicht qualifiziert - 1987: 8. Platz - 1989: nicht qualifiziert - 1991: 7. Platz - 1993: 7. Platz | - 1995: 6. Platz - 1997: nicht qualifiziert - 1999: nicht qualifiziert - 2001: nicht qualifiziert - 2003: nicht qualifiziert - 2005: nicht qualifiziert - 2007: 5. Platz - 2009: nicht qualifiziert - 2011: nicht qualifiziert - 2013: nicht qualifiziert - 2015: 8. Platz - 2017: 10. Platz - 2019: nicht qualifiziert - 2021: 9. Platz |

### Kenia bei den Afrikaspielen
Kenias Volleyballnationalmannschaft der Männer nahm bisher vier Mal an den Wettbewerben der Afrikaspiele teil: 1995 und 1999 erreichte die Mannschaft den fünften Platz, ehe man sich 2007 auf den vierten Rang verbessern konnte und schließlich 2011 die Bronzemedaille gewann.

### Kenia beim World Cup
Kenia kann bisher keine Teilnahme am World Cup – dem Qualifikationsturnier für die Olympischen Spiele – vorweisen.

### Kenia in der Weltliga
Die Weltliga fand bisher ohne kenianische Beteiligung statt.